# Canco Rodríguez
Juan José Rodríguez, més conegut com a Canco Rodríguez (Màlaga, 8 de juliol de 1977) és un actor espanyol de cinema, teatre, teatre musical i televisió.

## Biografia
Va començar en Màlaga la carrera de periodisme, que alhora compaginava amb l'Art Dramàtic. En Màlaga va treballar durant tres anys en una companyia de manyaga clown fent espectacles de teatre de carrer. En el tercer curs de carrera ho deixa tot i es va a Madrid per a continuar els seus estudis en la reconeguda Escola de Cristina Rota. Amant de l'estudi, actualment, no deixa de formar-se, a més d'en la interpretació, en altres disciplines com la música, la direcció o la dramatúrgia.
Canco ha treballat en televisió, en teatre i en cinema. Es va incorporar a Aída des del seu inici i, temporada a temporada, va anar guanyant protagonisme fins a convertir-se en un dels personatges més populars de la sèrie. Així mateix, Canco ha protagonitzat Cuerpo de Élite (2018), sèrie que va trencar rècords de visualitzacions en línia en la seva única temporada en Antena 3. La seva participació en el popular programa Tu Cara Me Suena d'Antena 3 (2017) sempre serà recordada per la passió i la versatilitat en totes i cadascuna de les seves actuacions, arribant a ser un dels cinc finalistes del programa.
Al cinema ha protagonitzat La fiesta, Me estoy quitando i les dues entregues de Fuga de cerebros, entre altres pel·lícules.
Sobre els escenaris hem pogut veure-li en importants produccions com Smoking Room (Dir. Roger Gual), La Comedia de las Mentiras (Dir. Pep Antón, Festival de Mérida), El Jurado (Dir. Andrés Lima), entre d'altres. Ha protagonitzat els musicals Hoy No Me Puedo Levantar (Dir. David Ottone), The Hole 2 i The Hole Zero (Dir. Victor Conde). Actualment es troba immers en la gira teatral de Conductas Alteradas dirigida per Natalia Mateo.
Anècdota: El 31 de desembre de 2013 va presentar les Campanades de cap d'any, junt els seus companys de la sèrie Miren Ibarguren, Pepe Viyuela i Paco León. El 2017 es va casar amb Marta Nogal a Premià de Dalt.

## Trajectòria

### Televisió

#### Sèries
| Any       | Sèrie                    | Canal     | Personatge                             | Notes        |
| --------- | ------------------------ | --------- | -------------------------------------- | ------------ |
| 2001      | ¡Ala... Dina!            | La 1      | Repartidor de pizza                    | 2 episodis   |
| 2003-2005 | Cuéntame cómo pasó       | La 1      | Conductor                              | 2 episodis   |
| 2004      | El inquilino             | Antena 3  |                                        | 1 episodi    |
| 2005      | Los Serrano              | Telecinco | Germà de Chucky                        | 1 episodi    |
| 2005-2014 | Aída                     | Telecinco | Víctor "Barajas" Antolín Marín         | 114 episodis |
| 2007      | Hospital Central         | Telecinco | Noli                                   | 1 episodi    |
| 2009      | Bicho malo (nunca muere) | Neox      | Ginés                                  | 10 episodis  |
| 2010      | Impares                  | Antena 3  | Manu                                   | 1 episodi    |
| 2010      | Impares Premium          | Neox      | Manu                                   | 1 episodi    |
| 2018      | Cuerpo de élite          | Antena 3  | Rafa "Rafita" Carmona / Salvador Baeza | 13 episodis  |

#### Programes
| Any       | Programa               | Canal          | Notes            |
| --------- | ---------------------- | -------------- | ---------------- |
| 2011      | Uno para ganar         | Cuatro         | Invitat especial |
| 2011      | El club de la comedia  | laSexta        | Monologuista     |
| 2011-2012 | Otra movida            | Neox           | Invitat          |
| 2013-2014 | Campanadas 2013        | Telecinco      | Presentador      |
| 2015      | Killer Karaoke         | Cuatro         | Invitat          |
| 2016-2017 | Tu cara me suena 5     | Antena 3       | Concursant       |
| 2017      | 1, 2, 3... hipnotízame | Antena 3       | Participant      |
| 2017      | Un, Dos, ¡Chef!        | Disney Channel | Presentador      |

### Cinema
- Fuga de cerebros com Raimundo Vargas Montoya "El Cabra" (2009)
- Fuga de cerebros 2: Ahora en Harvard com Raimund Vargas Montoya "El Cabra" (2011)
- La fiesta com Chemita (2003)

### Curtmetratges
- Bujías y Manías (2005) com Manías (2005)

### Teatre
- Hoy no me puedo levantar com Panchi (2013-2014)
- Misión Florimón com Florimón (2014-Actualitat)
- THE HOLE 2 com Mestre de Cerimònies (2015-2016)
- Yo no soy gracioso com ell mateix (2015)
- El Jurado com Número 3. (Actualitat)
- THE HOLE ZERO com Mestre de Cerimònies (Actualitat)